# Microlicia carnosula
Microlicia carnosula är en tvåhjärtbladig växtart som beskrevs av Charles Victor Naudin. Microlicia carnosula ingår i släktet Microlicia och familjen Melastomataceae. Inga underarter finns listade i Catalogue of Life.